# Humada
Humada település Spanyolországban, Burgos tartományban. Humada Basconcillos del Tozo, Sotresgudo, Rebolledo de la Torre, Valle de Valdelucio és Villadiego községekkel határos. Lakosainak száma 116 fő (2024).

## Népesség
A település népessége az utóbbi években az alábbiak szerint változott:
| Lakosok száma | 213  | 177  | 167  | 153  | 142  | 131  | 128  | 118  | 123  | 116  |
|               | 2001 | 2004 | 2006 | 2009 | 2011 | 2014 | 2016 | 2019 | 2021 | 2024 |